# 永安百治
永安 百治（ながやす ももじ / はくじ、1895年〈明治28年〉4月13日 - 1943年〈昭和18年〉1月10日）は、日本の内務官僚。官選県知事。

## 経歴
兵庫県出身。小学校を卒業後、1916年2月、専門学校入学者試験検定に合格。1917年9月、兵庫県属となる。1920年10月、高等試験行政科試験に合格。1921年1月、国勢院第二部勤務属となる。
内務省に転じ、同省地方局、茨城県、静岡県、京都府、内務省衛生局に勤務。1933年、視察で欧米に出張。以後、内務省地方局財務課長、宮城県書記官・総務部長、東京府経済部長、内務省労働課長などを歴任。
1940年4月、香川県知事に就任。1942年1月、長野県知事に転任。食料増産政策を推進した。1943年1月、知事在任中に死去した。

## 著作
- 『地方財政調整論』河中俊四郎、1933年。

## 関連図書
- 『永安百治追想録』永安きみ、1973年。